# Титулы в Кыргызском каганате
Ти́тулы в Кыргы́зском кага́нате — система званий, титулов, чинов и эпитетов в Кыргызском каганате.

## Список титулов и эпитетов

### Иеархия титулов согласно китайским источникам
- Каган (𐰴𐰍𐰣; qan) — Высшая ступень в иерархии государственного устройства. Титул, эквивалентный императору. Встречается на 27 памятниках древнекыргызской письменности[1].
- Огя (𐰇𐰏𐰂; ögä) — 1-я ступень. Титул, эквивалентный визирю, канцлеру или премьер-министру. Встречается на шести-семи памятниках древнекыргызской письменности на территории Тувы и Хакасии[2].
- Тутук (𐱄𐰆𐱄𐰹; tutuq) — 2-я ступень. Губернатор или наместник определенной территории. Назначался центральным правительством из числа членов правящей династии Ажэ или приближённых к ней людей. Одновременно и служебный ранг. Встречается в семи памятниках древнекыргызской письменности[3].
- Чигши (𐰲𐰃𐰏𐱀𐰃; čigši) — 3-я ступень. Особоуполномоченный, посыльный чиновник, отправленный из центра с каким либо поручением. тюркская адапция китайского слова чжиши (职事). Встречается в четырёх памятниках древнекыргызской письменности[4].
- Чангши (𐰲𐰧𐱀𐰃; čaŋšï) — 4-я ступень. Чиновник по учёту, также летописец, анналист. Руководитель делопроизводства и секретариата. Фиксировал налоговые недоимки прежде всего крупных феодалов. Тюркская адаптация китайского слова ch'ang shih (長史). Встречается в двух памятниках древнекыргызской письменности[4].
- Сангун (𐱂𐰧𐰆𐰣; saŋun) — 5-я ступень. Командующий войсками,  генерал. Тюркская адаптация китайского слова jiāngjūn (將軍). Встречается в восьми памятниках древнекыргызской письменности[4].
- Тархан (𐰣𐰀𐰁𐰻𐱆; tarqan) — 6-я ступень. Сборщик налогов и представитель фискальной службы. Встречается в семи памятниках древнекыргызской письменности[4].

По сведениям китайских источников семь цзяйсянов (огя), три дуду (тутука) и десять чжиши (чигши) ведали армией государства. Одновременно они были чиновниками и командирами военно-административного аппарата страны. По мнению Е. И. Кычанова, большое количество цзайсянов и малое количество дуду, свидетельство тому, что они дополняли друг друга в качестве главных администраторов центральной и местной власти. Наличие пятнадцати чиновников, ведавших делопроизводством государства (секретари-чангши), свидетельствовало о широком употреблении в Кыргызском каганате письма и документации.

### Прочие титулы и эпитеты
- Ябгу (𐰖𐰉𐰍𐰆; jabɣu) — встречается лишь в одном памятнике древнекыргызской письменности в виде словосочетания altaj jabɣu (Ябгу Алтая). Титул ябгу не был автохтонным для енисейских кыргызов, ему соответствовал огя[6].
- Ярган  (𐰖𐰺𐰍𐰣; jarɣan) — должность в судебной системе, чиновник высокого ранга. Встречается в Суджинской надписи[7].
- Ичреки (𐰲𐰼𐰚𐰃; ičräki, ičräk) — придворная должность. «Внутренний», служащий двора или придворный. Также это должностное лицо отвечало за одну из важнейших внутренних функций государственного аппарата — комплектование армии. Встречается в четырёх памятниках древнекыргызской письменности[8].
- Ынанчу (𐰃𐰤𐰨𐰆; Ïnančï, Ïnanču) — доверенное лицо. Близкий к кагану человек. По мнению И. В. Кормушина, ынанчу это не титул или звание, а постоянный эпитет человека. Встречается в пяти памятниках древнекыргызской письменности[9].
- Тархан (𐱅𐰼𐰚𐰤; tärkän) — правитель области. Титул зафиксирован в памятниках эпохи государства Караханидов, встречается в двух памятниках древнекыргызской письменности[10].
- Бег (𐰌𐰏; bäg) — вождь рода или племени. Феодал (князь) или родоплеменной предводитель. Встречается в 22 памятниках древнекыргызской письменности[1].
- Урунгу (𐰆𐰻𐰧𐰆; uruŋu) — должность военного характера. Штандартоносец, ранг эквивалентный капитану ~ майору и до полковника. Командир дружины от 30 до 150 человек. Встречается в пяти памятниках древнекыргызской письменности[10].
- Емлиг (𐰙𐰢𐰠𐰏; jämlig) — поставщик провианта в войска. Встречается лишь в одном памятнике древнекыргызской письменности[11].
- Тириг (𐱅𐰃𐰼𐰏; tirig, tärig) — возможное почетное наименование человека конфессионального характера. Встречается в восьми памятниках древнекыргызской письменности[12].
- Алп (𐰀𐰞𐰯; alp) — рыцарь, «отважный воин». Встречается в 12 памятниках древнекыргызской письменности[13].
- Эр (𐰂𐰼; är) — муж-воин, также дружинник. Встречается в 32 памятниках древнекыргызской письменности[14].

## Титулование монарха
В памятниках древнекыргызской письменности по отношению к монарху — верховному правитель государства встречаются эпитеты täŋritäg qan («небоподобный каган») и bögü qan («мудрый каган»). В ходе активных дипломатических отношений Кыргызского каганата с империей Тан, кыргызский каган Ажо был титулован как ван (царь, король), а также как Цзун Инсюнъу Чэнмин кэхань (宗英雄武誠明可汗; «потомственный герой, воинственный, искренний и светлый каган»). Ю. А. Зуев истолковал титул как «потомственный герой, воинственный и искренний каган Света», предположив о манихейском характере титула. В 847 г. кыргызский каган получил посмертный титул Хюн-ву Чен-мин-хан, а новый был титулован как Ин-ву Чен-мин-хан (应武真命可汗).

## Титулование членов правящей семьи
- Тегин (𐱅𐰃𐰏𐰤; tegin) — принц крови. Член правящей семьи. Встречается в двух памятниках древнекыргызской письменности[19].
- Инал (𐰃𐰣𐰀𐰞; Ïnal) — принц крови. «Высокородный», «благородный». Встречается в пяти памятниках древнекыргызской письменности[12].
- Шат (𐰲𐰑; čad) — присваивался членам правящей семьи, стоял на 4-й или 5-й ступени в иерархии чинов. Встречается лишь в одной памятнике древнекыргызской письменности[6].
- Чор (𐰲𐰆𐰺; čor) — один из высших титулов, но не должностного звания. Присваивался молодым людям знатного происхождения до занятия ими высокого поста. Встречается в шести памятниках древнекыргызской письменности[20].